# Joanna Quinn
Pour les articles homonymes, voir Quinn.
Joanna Quinn est une animatrice et réalisatrice de film d'animation britannique, née en 1962 à Birmingham et utilisant principalement la technique du crayon de couleur.
En 1985, elle fonde Beryl Productions.
En 1986, son premier court métrage, Girls’ Night Out est immédiatement un succès international.
The Wife of Bath est nommé aux Oscars
En 1993, elle reçoit le prix Léonard de Vinci pour son film Britannica
Son film Famous Fred est nommé aux Oscars et reçoit le premier prix catégorie spéciaux TV en 1997 au festival international d'animation d'Annecy.
De 1998 à 2008, elle réalise de nombreux courts métrages publicitaires.
Elle réalise en 2006 Rêves et désirs (Dreams and Desires: Family Ties), qui reçoit de nombreux prix internationaux.

## Filmographie
- Girls’ Night Out (1986, 5 min) ;
- Moo Glue (1987, 1 min) ;
- Famous Fred (30 min) ;
- The Wife of Bath (1998, 13 min) ;
- Elles (1992, 3 min) ;
- Britannica (1993, 5 min) ;
- Rêves et désirs (Dreams and Desires: Family Ties) (2006, 9,49 min, couleur).